# Аттрактивність середовища
Аттрактивність середовища (англ. attraction of environment), вибірковість середовища, екопреферендум (Дедю, 1987) — сукупність властивостей і ознак довкілля, завдяки яким живі організми надають перевагу тому або іншому місцю життя при пошуку їжі, місця розмноження, укриття та ін. або декількох цілей одночасно. А.с. складається з комплексної дії на організми (напр., на тварин) візуальних, хімічних і тактильних стимулів; вони можуть діяти одночасно або послідовно, у міру наближення тварини до об'єкту. Часто аттрактивність середовища є причиною біоушкодження.
Аттрактивність — це поняття порівняно нове. Між тим, воно є надзвичайно популярним і зустрічається в цілому ряду наук: ландшафтознавстві, рекреаційній географії, психології, туризмі. Так, у психології цей термін має наступні значення: властивість об'єкту «притягати», «привертати» увагу, викликати інтерес (у цьому ж сенсі говорять про аттрактивність якого-небудь виду діяльності) — психологічна аттрактивність.